# Sandsbacka och Risbacka
Sandsbacka och Risbacka är en av SCB avgränsad och namnsatt småort i Härryda kommun, Västra Götalands län. Den omfattar bebyggelse i de två byarna i södra delen av Härryda socken. Området kallas med ett gemensamt namn Sörtorpa.
1. 1 2  Statistiska småorter 2023, befolkning, landareal, befolkningstäthet per småort, SCB, 28 november 2024, läs online.[källa från Wikidata]
2. ↑  Småorternas landareal, folkmängd och invånare per km² 2005 och 2010, korrigerad 2012-10-15, SCB, 15 oktober 2012, läs online, läst: 9 juli 2016.[källa från Wikidata]
3. ↑  Kodnyckel för SCB:s statistiska tätorter och småorter - Koppling mellan gammalt och nytt kodsystem, SCB, 11 november 2021, läs online.[källa från Wikidata]